# Edson Álvarez
Edson Omar Álvarez Velázquez (pronunție în spaniolă [ˈedson ˈalβaɾeθ belˈaθkeθ]; n. 24 octombrie 1997, Tlalnepantla de Baz Municipality⁠(d), México, Mexic) este un fotbalist mexican care joacă ca mijlocaș defensiv sau fundaș central la West Ham United din Premier League și este căpitanul echipei naționale de fotbal a Mexicului.

## Cariera pe echipe

### América
În 2014, la vârsta de 16 ani, Álvarez s-a alăturat sistemului de tineret al lui Club América, jucând pentru echipa sub 17 ani.  În anul următor, în timp ce juca încă pentru echipa sub 17 ani, Álvarez a fost promovat la echipa de divizie a doua al lui América. 
În august 2016, antrenorul primei echipe Ignacio Ambríz i-a oferit lui Álvarez prima sa convocare, incepând de pe bancă în meciul lui América din etapa 5 a campionatului împotriva lui Monarcas Morelia, folosind tricoul numărul 282.  Pe 29 octombrie, nou-numitul antrenor Ricardo La Volpe i-a oferit lui Álvarez, în vârstă de 19 ani, debutul în Liga MX în victoria echipei în fața lui Santos Laguna; a jucat toate cele 90 de minute și a fost votat al treilea într-un sondaj online Man of the Match de către fanii clubului.  Pe 25 decembrie, a marcat primul gol din carieră în finala Apertura împotriva lui Tigres UANL. 
Înainte de începerea sezonului 2017-18, Álvarez a primit tricoul cu numărul 4, care a fost eliberat după plecarea lui Erik Pimentel. 
Pe 16 decembrie 2018, Álvarez a primit startul pentru manșa retur a finalei Apertura împotriva lui Cruz Azul, jucând la mijlocul terenului în locul accidentatului Mateus Uribe și a marcat de două ori, iar América a câștigat al 13-lea titlu de campionat după un scor total de 2-0.  Pe 23 februarie 2019, Álvarez a făcut cea de-a 100-a apariție competitivă pentru América în victoria echipei cu 3-0 în fața lui Lobos BUAP. 

### Ajax

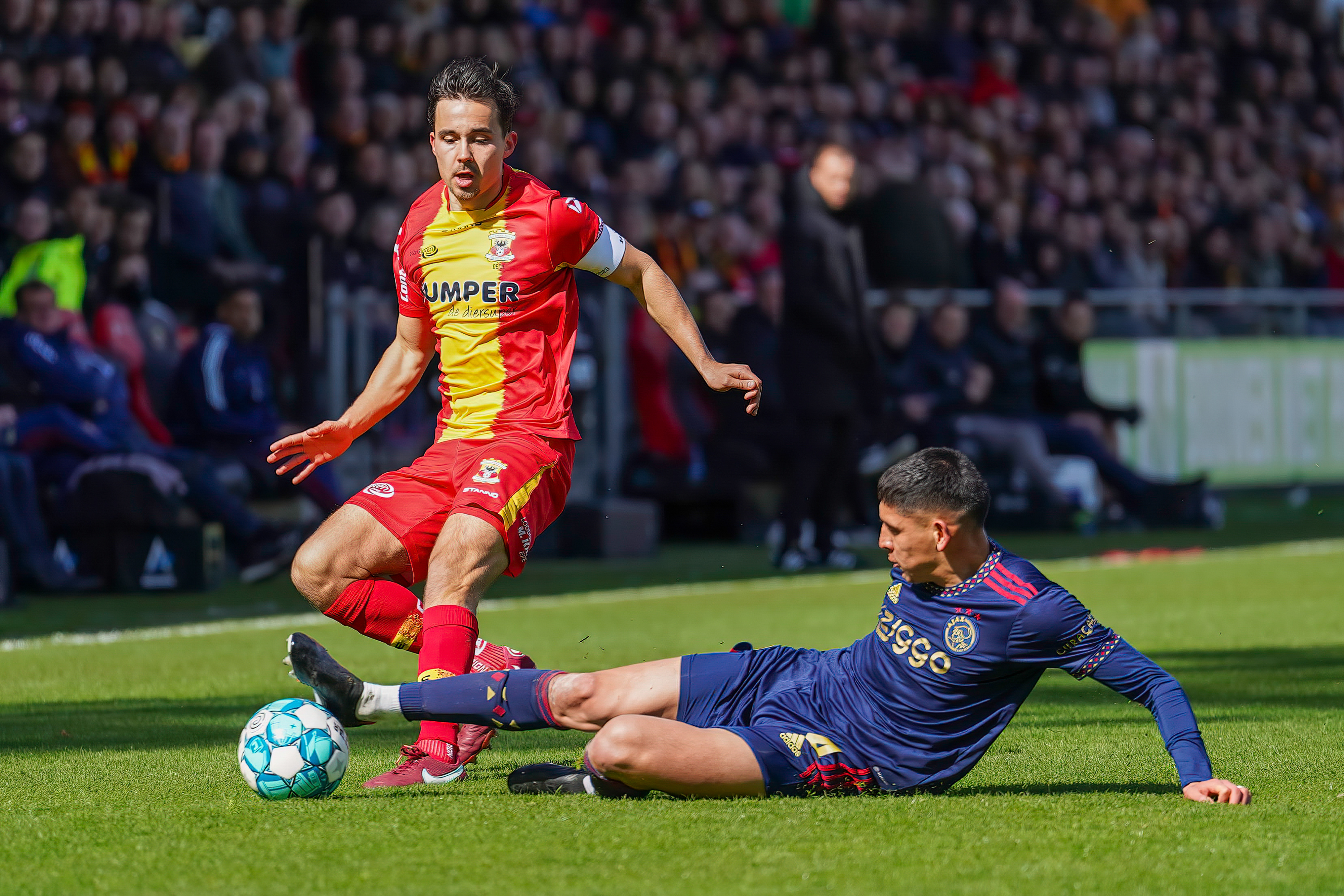
Álvarez (dreapta) disputând mingea împotriva lui Go Ahead Eagles în 2023

La 19 iulie 2019, clubul olandez AFC Ajax a anunțat un acord cu Club América pentru semnarea lui Álvarez pe un contract de cinci ani pentru o sumă raportată de 17 milioane USD.  A trecut probele medicale și a fost prezentat oficial pe 22 iulie, primind tricoul cu numărul 4, care a rămas liber în urma plecării lui Matthijs de Ligt. Clubul a anunțat o sumă oficială de transfer de 15 milioane de euro.  Pe 17 august, Álvarez și-a făcut debutul competitiv pentru Ajax ca înlocuitor în minutul 74 în victoria echipei cu 4-1 din campionat împotriva lui VVV-Venlo.  Pe 29 august, Álvarez a marcat primul său gol în primul său start împotriva lui APOEL în manșa secundă a turului de play-off UEFA Champions League.  Pe 17 septembrie, Álvarez a marcat al doilea gol în victoria cu 3-0 în faza grupelor din Liga Campionilor împotriva lui Lille, devenind primul jucător mexican care a marcat la debutul său în Liga Campionilor. 
Pe 21 martie 2021, Álvarez a marcat primul său gol în Eredivisie pentru Ajax într-o victorie cu 5-0 în fața lui ADO Den Haag.  Pe 18 aprilie, în finala Cupei Olandei împotriva lui Vitesse, a jucat întregul meci într-o victorie cu 2-1.  La sfârșitul celui de-al doilea sezon, a fost nominalizat la Premiul Jucătorul Anului din campionat. 
Pe 27 octombrie 2021, s-a anunțat că Álvarez a semnat o prelungire a contractului cu Ajax, păstrându-l cu clubul până în 2025.  La 30 aprilie 2022, a fost inclus în Club van 100 al clubului, făcând a 100-a apariție într-o victorie din campionat cu 3-0 împotriva lui PEC Zwolle, devenind al 174-lea jucător din istoria clubului care atinge această cifră. 

### West Ham United
La 10 august 2023, clubul englez West Ham United a anunțat că l-a semnat pe Álvarez pe un contract de cinci ani pentru o taxă de 35 de milioane de lire sterline.   I s-a înmânat tricoul cu numărul 19.  A devenit al patrulea jucător mexican, după Guillermo Franco, Pablo Barrera și Javier Hernández, pentru a reprezenta West Ham United.  Și-a făcut debutul pe 20 august, înlocuind în minutul 81 al lui James Ward-Prowse, într-o victorie cu 3-1 împotriva lui Chelsea. 
Pe 14 decembrie 2023, Álvarez a marcat primul său gol pentru West Ham, marcând împotriva lui SC Freiburg într-o victorie cu 2-0 în Europa League.  Pe 2 martie 2024, într-o victorie cu 3-1 împotriva lui Everton pe Goodison Park, Álvarez a marcat primul său gol în Premier League, primind o pasă de la Jarrod Bowen în minutul 5 al timpului adăugat. 

## Cariera internațională

### Tineret
Álvarez a fost convocat în tabăra echipelor sub 20 de ani  pregătindu-se pentru Campionatul CONCACAF U-20 2017 în drum spre Cupa Mondială FIFA U-20 2017. A fost inclus în cel mai bun XI al turneului.  Álvarez a fost inclus în echipa sub 20 de ani la Cupa Mondială și a marcat golul victoriei în victoria Mexicului cu 3–2 în fața grupei B, Vanuatu.

### Senior

Álvarez înainte de meciul de la Cupa Mondială FIFA 2018 împotriva Coreei de Sud

La 30 ianuarie 2017, Álvarez a primit prima convocare la echipa națională de seniori pentru un amical împotriva Islandei.  A debutat la seniori pe 8 februarie împotriva Islandei, înlocuindu-l pe Jesús Molina în minutul 60.  Împreună cu Alejandro Mayorga, a fost citat ca jucător de susținere a echipei de antrenament în echipa Cupei Confederațiilor.  A fost convocat la Cupa de Aur, făcându-l cel mai tânăr jucător din echipă. Lista a fost compusă în mare parte din jucători supleanți, deoarece echipa principală era în Rusia, concurând în Cupa Confederațiilor.  Pe 17 iulie, în ultimul meci din faza grupelor împotriva lui Curaçao, Álvarez a marcat primul său gol pentru echipa națională în victoria lor cu 2-0, devenind cel mai tânăr jucător mexican care a marcat un gol într-un turneu de Cupa de Aur la 19 ani. 
În mai 2018, Álvarez a fost inclus în echipa preliminară de 28 de jucători a Mexicului pentru Cupa Mondială.  A fost cel mai tânăr jucător de pe listă.  În cele din urmă, a fost inclus în lista finală de 23 de jucători, dezvăluită pe 4 iunie.  A apărut în toate meciurile din faza grupelor din Mexic; în ultimul meci al Mexicului din grupa împotriva Suediei, Álvarez a început cu fundașul drept și a marcat un autogol în minutul 74, când mingea a deviat de pe coapsa stângă în înfrângerea Mexicului cu 3-0.  De asemenea, a început în înfrângerea din optimile de finală în fața Braziliei.
În mai 2019, Álvarez a fost inclus în lista provizorie a lui Gerardo Martino pentru Cupa de Aur.  Într-un meci amical împotriva Venezuelei, a suferit o accidentare aparentă la genunchi , dar s-a dovedit a fi doar o sperietură.  A fost inclus pe lista finală a competiției.  Álvarez a apărut titular în cinci meciuri, inclusiv în finală, deoarece Mexicul urma să câștige turneul. 
În octombrie 2022, Álvarez a fost numit în echipa preliminară de 31 de jucători a Mexicului pentru Cupa Mondială, iar în noiembrie, a fost inclus pe lista finală de 26 de jucători.  Álvarez a jucat în remiza din faza grupelor împotriva Poloniei  precum și în victoria împotriva Arabiei Saudite. 

## Palmares
América
- Liga MX : Apertura 2018
- Copa MX : Clausura 2019

Ajax
- Eredivisie : 2020–21, 2021–22
- Cupa KNVB : 2020–21

Mexic
- Cupa de Aur CONCACAF : 2019, [43] 2023 [47]

Individual
- Campionatul CONCACAF U-20 Cel mai bun XI: 2017
- CONCACAF Best XI: 2018, [48] 2021 [49]
- Cupa de Aur CONCACAF Cel mai bun XI: 2021 [50]
- Echipa lunii Eredivisie: aprilie 2021, [51] mai 2022, [52] ianuarie 2023, [53] februarie 2023 [54]
- IFFHS CONCACAF Cel mai bun XI: 2020 [55]